# Cerro Tres Picos, Chubut
Cerro Tres Picos är ett berg i Argentina.   Det ligger i provinsen Chubut, i den sydvästra delen av landet, 1 400 km sydväst om huvudstaden Buenos Aires. Toppen på Cerro Tres Picos är 2 001 meter över havet.
Terrängen runt Cerro Tres Picos är huvudsakligen bergig. Trakten runt Cerro Tres Picos är nära nog obefolkad, med mindre än två invånare per kvadratkilometer.. Det finns inga samhällen i närheten. 
I omgivningarna runt Cerro Tres Picos växer i huvudsak blandskog.